# Pseudolepicoleaceae
Pseudolepicoleaceae, porodica jetrenjarki u redu Jungermanniales. Ime je dobila po rodu Pseudolepicolea. Po jednom izvoru sastoj ise od 11 rodova

## Rodovi
1. genus: Archeochaete R.M. Schust.
2. genus: Archeophylla R.M. Schust.
3. genus: Castanoclobos J.J. Engel & Glenny
4. genus: Chaetocolea Spruce
5. genus: Chaetopsis Mitt.
6. genus: Fulfordiella Hässel
7. genus: Herzogiaria Fulford ex Hässel
8. genus: Isophyllaria E.A. Hodgs. & Allison
9. genus: Lophochaete R.M. Schust.
10. genus: Pseudolepicolea Fulford & J. Taylor
11. genus: Temnoma Mitt. & Hook. f.